# Логовий
Логови́й (рос. Логовой) — селище у складі Юргинського округу Кемеровської області, Росія.
Стара назва — 4 отділення совхоза Прогрес.

## Населення
Населення — 110 осіб (2010; 118 у 2002).
Національний склад (станом на 2002 рік):
- росіяни — 70 %